# 越智秀
越智 秀（おち ひいず）は、日本の化学者。博士（工学）（慶應義塾大学）。大阪工業大学インキュベーションラボ（旧：中央研究所）准教授。
専門は、金属化学・無機材料化学、機器分析化学。

## 略歴
1983年大阪工業大学工学部応用化学科卒業。のちに、慶應義塾大学大学院理工学研究科にて工学博士（慶應義塾大学）。大阪工業大学中央研究所研究員などを経て、2004年産官学連携と学内研究支援を推進する同大学インキュベーションラボ研究員。現在は、同准教授。
主な所属学会は、日本化学会、日本機械学会、溶接学会、日本材料強度学会、軽金属学会、日本銅学会、日本設計工学会。

## 主な受賞
- 日本材料強度学会論文賞(2014) [3]。
- 軽金属学会60周年関西賞功績賞(2011)
- 日本高圧力技術協会科学技術奨励賞(2002)
- 溶接学会シンポジウム優秀論文賞(1999)。

## 主な研究
- ジオキシム-コバルト(III)の錯体の光電子スペクトルにおける化学シフト[4]
- 部分安定化ジルコニアの疲労寿命増大効果に及ぼす予負荷応力の影響
- AZ31マグネシウム合金の摩擦圧接 - 大阪府立大学・慶應義塾大学・三協アルミニウム工業との共同研究[5]
- 純銅と炭素鋼の摩擦圧接継手強度の引張強さおよび疲れ強さの評価
- ハンディタイプ摩擦圧接機の製作